# Maria Carpena
Maria Carpena (Santa Rosa, 22 oktober 1886 - 8 maart 1915) was een Filipijns operazangeres. 

## Biografie
Maria Carpena werd geboren op 22 oktober 1866 in Santa Rosa in de Filipijnse provincie Laguna. Ze kwam uit een gezin met acht kinderen. Haar ouders waren Maria Evangelista en Camilo Carpena. Ze studeerde aan het Colegio de Santa Rosa in Manilla en kreeg daar onder meer muzieklessen van componist Fulgencio Tolentino. Ook zong ze regelmatig bij schooloptredens en was ze soliste van het schoolkoor. Ze viel op door haar mooie stem tijdens deze schooloptredens en maakte hierdoor in 1901 op 15-jarige leeftijd al haar debuut in het Zorilla Theater bij een benefietconcert.  
Zo begon haar carrière als zangeres en trad ze vaker op. Ook zong ze in een zarzuela onder regie van Cirilo Samonte. Haar vader was niet blij met haar keuzes en besloot haar te onterven. Ook moest ze hierdoor stoppen met haar school. Maria Carpena liet zich echter niet ontmoedigen en nam zanglessen bij Enrico Capozzi. Toen Severino Reyes haar hoorde zingen in Biñan Church werd ze door hem overgehaald om voor zijn productiebedrijf te gaan zingen. In 1902 gaf hij haar, met tenor Andres Ciria Cruz, de hoofdrol in Minda Mora, een van zijn Zarzuela's in het Tagalog. Ze zong onder meer met Victorino Carrion in de voorstelling Walang Sugat. Nadien traden de twee veel vaker samen op. Ook zong ze weer samen met Andres Ciria Cruz in Lakas ng Duga en La Confidanzia Mata al Hombre. Met Reyes' Gran Compania de Zarzuela Tagala trad ze jarenlang op in Manilla en de provincies eromheen. 
Carpena overleed in 1915 op 28-jarige leeftijd aan een acute blindedarmontsteking. Ze was getrouwd met Jose Alcantara, maar werd al vroeg weduwe in 1904. Met hem kreeg ze twee kinderen. Ergens tussen 1904 en 1908 kreeg ze nog een zoon uit een buitenechtelijke relatie.